# 郭錠煥
郭 錠煥（カク・ジョンファン、곽정환、1936年1月22日 - ）は韓国人の宗教家。「世界基督教統一神霊協会」（統一教会）の古参幹部。「世界平和教授アカデミー」設立会長（1973年）、韓国鮮文大学および米国ブリッジポート大学理事長、韓国日刊紙『世界日報（セゲイルボ）』発行人、「国際救援友好財団」（IRFF、1975年より）主宰などを歴任。現在、「UPI通信」会長、米紙『ワシントン・タイムズ』会長、世界平和超宗教超国家連合(IIFWP)世界会長、「世界平和統一家庭連合」世界会長、「世界平和統一家庭党」総裁、「城南一和天馬」のオーナー、財団法人「鮮文平和サッカー財団」理事長、「ピースカップ」組織委員長、「韓国プロサッカー連盟」（Kリーグを運営）会長を務める。

## 概要
本貫は玄風郭氏。統一教会の古参幹部であり、統一教会におけるナンバー2と見られている。娘はかつて統一教会教祖の後継者と見られていた文鮮明の3男、文顕進に嫁いでいる。

## 略歴
- 1961年

5月15日 　ソウル市の統一教会の旧本部教会で33組合同結婚式に参加。
- 「世界平和教授アカデミー」の設立会長に就任。
- 1975年

「国際救援友好財団」(IRFF)を主宰。
- 1987年

3月　娘、郭全淑（カク・チョンスク）が文鮮明の三男、文顕進と結婚。
1984年1月2日に自動車事故で17歳で亡くなった文鮮明の次男、文興進（ムン・フンジン、문흥진）がアフリカのジンバブエの男性の信者に憑依したとの噂を現地に調査に行き、本物だと報告（、p192）。
- 2002年

2月14日-  「世界文化体育大典2002」（韓国）の大会組織委員長を務める。
9月26日　「UPI通信」新社長に任命される。
- 2003年

3月10日　政党「天宙平和統一家庭堂」（略称、「家庭堂」）の結党大会において党総裁として選出される。
「世界文化体育大典(WCSF)2003」の大会組織委員長を務める。
8月11日～15日、韓国ソウルのヒルトンホテルで開催された「世界平和超宗教超国家連合(IIFWP)が主催する「世界指導者サミット」で基調講演を行う（12日）。
- 2004年

7月23日　「世界文化体育大典2004」（韓国・天安市の柳寛順体育館）の大会組織委員長を務める。
- 2005年

1月11日　「韓国プロサッカー連盟会」の会長（任期2年）に選出される。
7月29日-8月1日　「世界文化体育大典2005」（韓国・天安市の柳寛順体育館）の大会組織委員長を務める。
11月　「天宙平和連合創設記念大会」のアフリカ大会で講演。
- 2007年1月1日　韓国で行われた統一教会の行事、「第 40 回真の神の日敬礼式及び記念礼拝」で司会を務める 。
- 2008年

4月　韓国の18代総選挙の比例区に、統一教会信者で構成される「世界平和統一家庭党」から立候補。資産公開で6億3千万ウォン（約6300万円）を財産申告。同党の他のすべての候補と共に落選。